# Аларчин мост
Ала́рчин мост — автодорожный металлический балочный мост через канал Грибоедова в Адмиралтейском районе Санкт-Петербурга, соединяет Коломенский и Покровский острова. Мост является памятником архитектуры федерального значения и охраняется государством.

## Расположение
Расположен по оси Английского проспекта. Рядом с мостом находится здание Пятой Санкт-Петербургской гимназии, в которой были устроены одни из первых высших женских курсов в Петербурге (так называемые Аларчинские курсы).
Выше по течению находится Могилёвский мост, ниже — Коломенский мост.
Ближайшая станция метрополитена (2 км) — «Садовая».

## Название
Название известно с 1761 года и произошло от неправильного произношения фамилии галерного мастера Алатчанина, жившего поблизости с 1742 года. До 1790 года использовалась форма Аларчинов мост, современное название известно с 1776 года.

## История
К 1753 году на этом месте существовал деревянный мост. В 1783—1785 годах при сооружении гранитных набережных был построен новый мост по типовому проекту, разработанному для мостов Крюкова канала и нижнего течения Екатерининского канала: деревянный трёхпролётный, на бутовых, облицованных гранитом опорах, с разводным средним пролётом. Автор проекта не установлен. На опорах моста находились четыре гранитных обелиска со стеклянными овальными фонарями. Ограждением служила железная решётка с простым рисунком. В 1840 году разводной пролёт был заменен постоянным балочным. В 1876 году мост был усилен для прокладки одиночного пути конки. В 1889 году заменены балки моста, убраны подкосы, затруднявшие судоходство.
В 1906—1908 годах, в связи с намечавшимся открытием трамвайного движения по Английскому проспекту, мост был перестроен по проекту инженеров В. А. Берса, А. П. Пшеницкого и архитектора А. И. Зазерского. Опоры были переложены и уширены, деревянные балки пролётного строения были заменены на металлические клёпаные. Ширина моста увеличилась с 10,2 до 15,8 м, тротуары были вынесены на консоли. На мосту было установлено новое перильное ограждение, гранитные обелиски с фонарями, находившиеся изначально на боковых закруглениях средних опор, были вынесены на береговые устои.
Работы по перестройке моста производились комиссией по заведованию общественными работами. Производителем работ был инженер Г. Л. Тагеев. Мост был открыт для движения в ноябре 1907 года, установка перил и фонарей была закончена в 1908 году.
В 1953 году по проекту архитектора А. Л. Ротача восстановлены утраченные торшеры с фонарями, произведена разборка каменных подферменников и верха тела опор на высоту одного ряда облицовки с устройством бетонного верха, подферменники были выполнены из гранита. В 1963 году в связи с прокладкой теплотрассы произведён капитальный ремонт мостового полотна. В 1969 году воссоздана позолота декоративных деталей моста. В 1995 году на мосту восстановлены фонари типа «Вашингтон», в 1996 — гранитный водоотводной лоток.
В апреле 2015 года СПб ГКУ «Дирекция транспортного строительства» объявило конкурс на разработку проектной документации по капитальному ремонту Аларчина моста, победителем стало ООО «Отделпроект».

## Конструкция
Мост трёхпролётный металлический, балочно-неразрезной системы. По конструкции схож с Мало-Калинкиным и Старо-Никольским мостами. Схема разбивки на пролёты 6,115 + 11,15 + 6,115 м. Пролётное строение состоит из 7 стальных клёпаных двутавровых балок, объединённых поперечными балками. Поверх балок устроена железобетонная плита проезжей части. Тротуары вынесены на консоли. Устои и промежуточные опоры бутовой кладки на свайном основании с массивной гранитной облицовкой. Мост косой в плане, угол косины составляет 73°. Длина моста составляет 26,5 (35,3) м, ширина — 15,8 м.
Мост предназначен для движения автотранспорта и пешеходов. Проезжая часть моста включает в себя 2 полосы для движения автотранспорта. Покрытие проезжей части и тротуаров — асфальтобетон, на примыкании к набережным на тротуарах уложены гранитные плиты. Тротуары отделены от проезжей части высоким гранитным парапетом, вдоль которого устроены гранитный водоотводной лоток. Перильное ограждение металлическое, художественной ковки, завершается на устоях чугунными стойками. При въездах на мост установлены гранитные обелиски со стеклянными овальными фонарями типа «Вашингтон».